# Sint-Pieterskerk (Chênée)

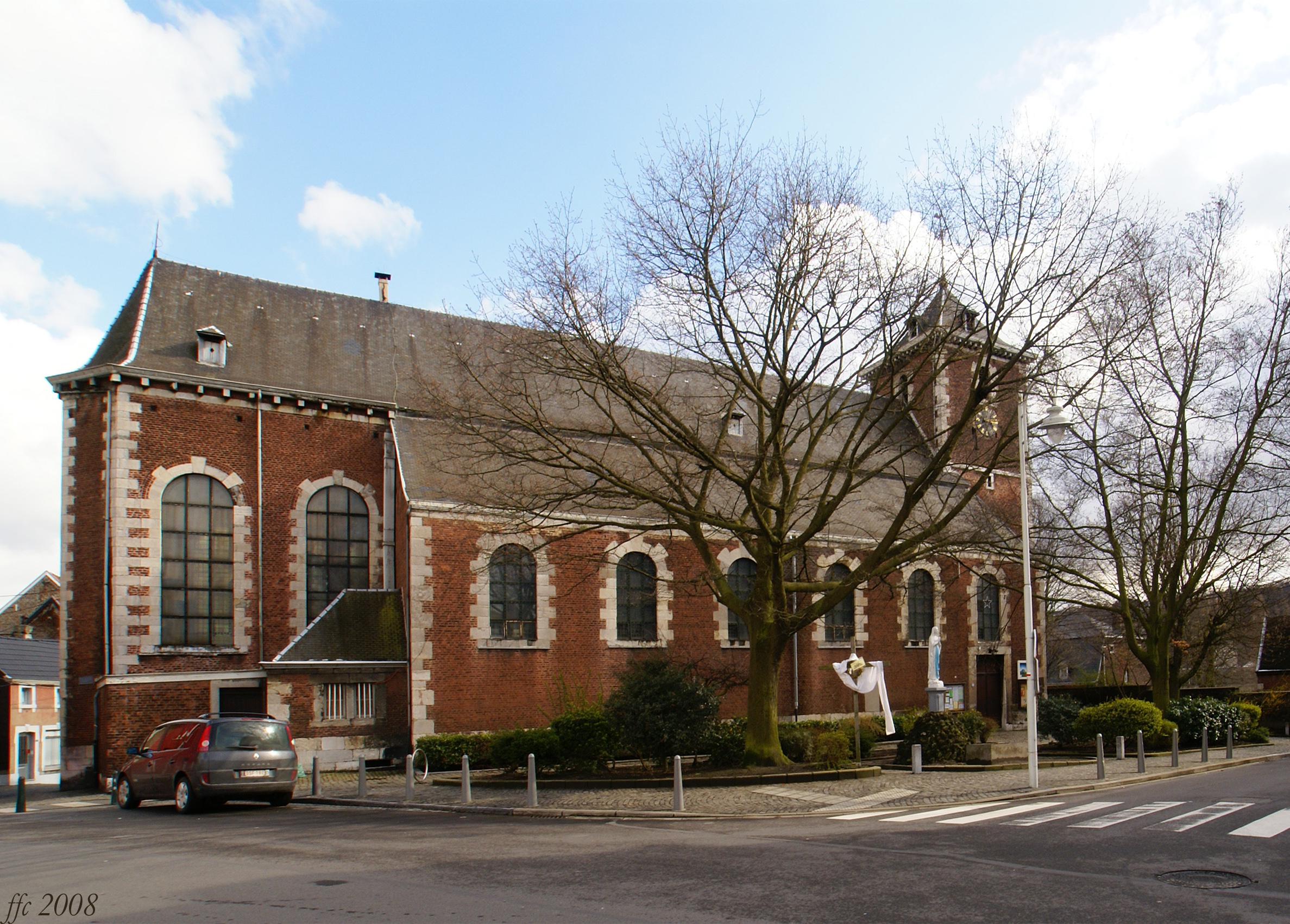
Sint-Pieterskerk

De Sint-Pieterskerk is een parochiekerk in de Luikse deelgemeente Chênée, gelegen aan de Rue du Presbytère.
De driebeukige kerk werd gebouwd van 1700-1706 in classicistische stijl. Het is een bakstenen kerk met kalksteen voor de hoekbanden en de omlijstingen. Er is een voorgebouwde, vierkante westtoren, voorzien van tentdak. De vensters zijn in de zijbeuken. Er is een driezijdige koorafsluiting. Het orgel is van Arnold Clerinx (1871). Het doopvont is 12e-eeuws en uitgevoerd in marmer, afkomstig van Saint-Remy. Het koperen deksel van het vont is van 1840.
Het hoofdaltaar is van het eerste kwart van de 18e eeuw. De twee zijaltaren zijn van 1756 en werden vervaardigd door Jean Denis Léonard. Henri Deprez vervaardigde de kruiswegstaties in 1780.
Er zijn grafkruisen en -zerken uit de 16e-18e eeuw.